# Nørre Djurs
Nørre Djurs is een voormalige gemeente in Denemarken. Bij de herindeling van 2007 werd de gemeente bij Norddjurs gevoegd.
De oppervlakte bedroeg 236,67 km². De gemeente telde 7663 inwoners waarvan 3932 mannen en 3731 vrouwen (cijfers 2005). Nørre Djurs telde in juni 2005 246 werklozen. Er waren 3002 auto's geregistreerd in 2004.

## Partnersteden
- Tierp (Zweden)

- Virtual International Authority File: 5249154260436724480009